# Batman: Karácsonyi ének
A Batman: Karácsonyi ének egy amerikai képregény, melynek írója és rajzolója Lee Bermejo, kiadója a DC Comics. A történet Charles Dickens Karácsonyi énekén alapul, melyben az öreg Scrooge úrhoz három szellem látogat, hogy megértesse vele a karácsony lényegét. A történetet Joker egyik embere meséli el.

## Történet
Hideg tél járta át Gotham utcáit, mikor az ifjú Bob elvállalt egy munkát a város legnagyobb bűnözőjének, Jokernek. Tette mindezt azért, hogy a bevételből ellása beteg fiát, Timet. Feladat csak annyi volt, hogy átadjon valakinek egy táskát, majd a pénzt, ami kap érte, hozza el a bohócnak. A táskát át is adja, a pénzt el is hozza, ámde terveit keresztülhúzza Gotham hőse, Batman. Batmant nem érdekli se Bob, se a fia, se a pénz. Őt csak az érdekli, hogy hol van Joker! Bob nem tud választ adni kérdésére, arra hagyatkozva, hogy még sosem találkozott vele, csak levélben kommunikáltak. Batman elengedi, de nem jó szándékból. Azt tervezi, hogy Joker majd eljön hozzá, a pénz miatt, amit nem kapott meg és akkor ő majd el tudja kapni.
A mesélő Batmanre mint az idős, szeretet nélküli Scrooge úrra tekint. Egy ember, aki a múltja miatt elvesztett minden szeretetet és egy lelketlen emberré vált, aki egyedül él komornyikjával egy színpompás villában. Batman éppen Bobot figyelte a nyomkövetőn keresztül, melyet azelőtt rakott a sálába, mielőtt elengedte volna, mikor visszaemlékezett a régmúltra. Arra a múltra, amikor még társával, Robinnal üldözte a bűnt. Ez a boldog időszak Batman életében nem tartott sokáig, mivel a pszichopata Joker felrobbantotta a tizenéves Robint. Ámde ekkor, viszonylag nyugodt gondoltait látomás zavarta meg, melyben a halott Robin elmondta neki, aznap este három szellem fogja meglátogatni, akik majd megértetik vele, hogy változnia kell!
Batmant James Gordon hívta. Elmondta neki, hogy Macskanő újabb rablást tervez. Batman inkább Jokerrel akar foglalkozni, ám végül elmegy oda, ahol elméletileg a rablás lesz, abban reménykedve, hogy Selina Kyle tud valamit. A rablás meg is történik, Macskanő éppen a tetthelyet próbálja elhagyni, mikor meglátja Batmant. A szerelme láttára meghátrál és egy kis fogócskára hívja a maszkos férfit. Batman nem akar játszani, őt csak Joker érdekli. Mint kiderül, Selina nem tud semmit sem Jokerről, így Batman készül elhagyni a terepet, mikor Macskanő megpróbálja megölni. Batman így üldözni kezdte régi ellenfelét, aki régi emlékeket idézet fel benne. Olyan emlékeket, melyek egy korábbi, sokkal naivabb és játszadozó Batmanről szóltak. Ámde ez a Batman más. Ez a Batman egy megtört, kifáradt ember volt, aki nem is bírta sokáig üldözni Macskanőt, és egy idő után leesett a tetőről.
Ekkor jelenik meg öreg barátja, Superman, aki segít a láthatólag fájdalmakkal küszködő Batmanen. Segít eljutni Batmannek kocsijához, de előtte megmutatja neki, miképp is ünnepelik mások a karácsonyt. Például megmutatja, ahogyan Jim rendőrfőnök beszélget egy rendőrtársával Batmanről. mint kiderül, a rendőrök nemigen bíznak az álarcos igazságosztóban. James ennek ellenében bízik benne, de fél, hogy egyszer átlépi a saját határát. A határát, melytől Batman saját magát is bűnözőnek tekinti majd. Batman elmegy Supermannel, aki lerakja őt a kocsijánál. Superman elmegy és Batman megpróbál beszállni autójába, ám ekkor egy hatalmas robbanás történik és Batman elájul.
A robbanást Joker okozta, aki közvetlen utána elviszi Batman eszméletlen testét a temetőhöz, ahol beledobja egy sírba és élve eltemeti. Batmant ezek után látomások kezdik gyötörni, melyben a Batman halálát követő események testesednek meg előtte. Egy jövő, melyben mindenkit, aki az önbíráskodót segítette, elítélik, Bruce Wayne házát és annak minden holmiját eladják és senki sem emlékszik vissza rá úgy, ahogyan ő azt akarta. Mint egy hősre, aki az igazságért harcolt. Batman ekkor felébred ájultságából és kiássa magát a sírból.
Joker eközben elmegy Bobékhoz és megpróbálja őket megölni. Ám ekkor megérkezik Batman és elbánik a bűn bohóc hercegével és visszaviszi az elmegyógyintézetbe. Másnap Bruce Wayne új életet kezd, melynek első lépéseként Bobéknak ajándékozik egy karácsonyfát

## Visszhang
A képregény kritikai elismerést aratott. Rob Patey, az Ain't It Cool News-tól "instant klasszikusként" jellemezte. "Dicséretet érdemel Bermejo kinetikus rajzstílusa és a tehetsége, mellyel a történet egyszerre lesz gyermekien mesés és valóságos"

## Magyar kiadás
Bár a mű 2011-ben jelent meg, Magyarországra csak 2015. december 12-én érkezett el a Kingpin kiadó kiadásában. A kiadó a Facebook-oldalán jelentette be a hírt, miszerint 2015 karácsonyára új Batman-képregény érkezik Karácsonyi ének címmel.

## Videojátékokban
• A 2013-ban megjelent Batman: Arkham Origins nevezetű játékban lehet játszani a képregényből ismert jelmezzel, hogyha a játékos kijátszotta a játékot Normal vagy Hard fokozatban. A játék egyébként szintén karácsony éjjelén játszódik.
• A 2015-ben megjelent Batman: Arkham Knight játékban szintén használható a jelmez egy ingyenes kiegészítő segítségével.